# La Amistad

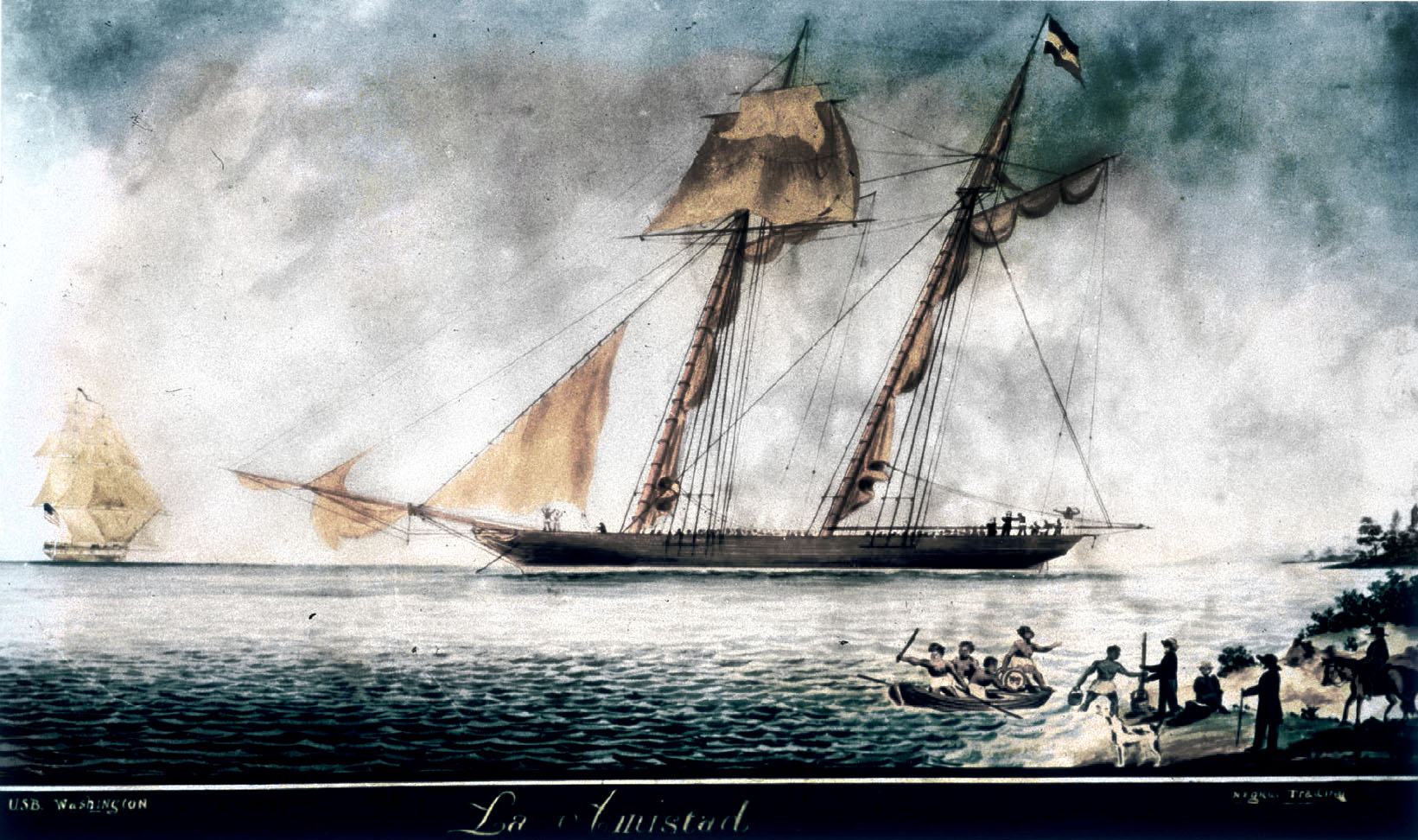
La Amistad

A La Amistad (spanyolul: barátság) rabszolgaszállító hajó volt, amely a Havannáról Puerto Principe-be (ma Camagüey) való útja során kitört rabszolgalázadás miatt híresült el.

## A hajó története
A hajó a 19. században az Amerikai Egyesült Államokban épült kétárbócos szkúner volt, és egy Kubában élő spanyol rabszolgakereskedő volt a tulajdonosa. A hajó Afrikában szabadon élő emberek csoportját szállította a fedélzetén Amerikába, rabszolgának, amikor 1839 július 2-án a rabok fellázadtak és átvették a hajó felett az irányítást. Az Amistadot a Long Island-i öbölben fogta el az amerikai haditengerészet USS Washington nevű hajója. Mivel a hajót az Egyesült Államok fogta el, ezért annak Legfelsőbb Bírósága folytatta le 1841-ben, az először tulajdonjogi, később emberijogi perré módosult tárgyalást (1841) a kérdéses státuszú afrikaiak ügyében, mivel 1808-tól törvény tiltotta a rabszolgaimportot az USA területére. A hajó ügye egyik jelképévé vált az abolicionizmusnak, a rabszolgaság eltörléséért küzdő mozgalomnak, az Egyesült Államokban.

## Emlékezete
- A hajó és utasai történetét dolgozza fel Steven Spielberg Amistad című, 1997-ben bemutatott filmdrámája.